# Alitalia-Flug 112
Der Alitalia-Flug 112 (Flugnummer: AZ112, Funkrufzeichen: ALITALIA 112) war ein Inlandslinienflug der Alitalia von Rom nach Palermo. Auf diesem Flug verunglückte am 5. Mai 1972 eine Douglas DC-8-43 der Alitalia kurz vor der Landung, nachdem die Piloten die für den Anflug erforderlichen Verfahren nicht eingehalten hatten. Die Maschine wurde kurz vor der Landung gegen den Monte Longa geflogen, wobei alle 115 Insassen starben.
Es handelt sich um den schwersten Flugunfall der Alitalia und den schwersten am Flughafen Palermo. Darüber hinaus handelte es sich bis zum Flugunfall von Mailand-Linate um den schwersten Flugunfall in Italien.

## Flugzeug
Bei der verunglückten Maschine handelte es sich um eine 1961 gebaute (McDonnell) Douglas DC-8-43, die zum Zeitpunkt des Unfalls elf Jahre alt war. Die DC-8 wurde im Douglas-Werk in Long Beach, Kalifornien endmontiert ihr Roll-out erfolgte am 12. Mai 1961. Das Flugzeug trug die Werknummer 45625, es handelte sich um die 155. Douglas DC-8 aus laufender Produktion. Die Maschine wurde am 31. Mai 1961 mit dem Luftfahrzeugkennzeichen I-DIWB an die Alitalia ausgeliefert, die die Maschine mit dem Taufnamen Antonio Pigafetta in Betrieb nahm. Der Taufname verweist auf den im frühen 16. Jahrhundert lebenden italienischen Entdeckungsreisenden und Schriftsteller Antonio Pigafetta. Das vierstrahlige Langstrecken-Schmalrumpfflugzeug war mit vier Mantelstromtriebwerken des Typs Rolls-Royce Conway 508-12 ausgestattet. Bis zum Zeitpunkt des Unfalls hatte die Maschine eine Gesamtbetriebsleistung von 38.575 Betriebsstunden absolviert.

## Passagiere und Besatzung
Den Flug von Rom nach Palermo hatten 108 Passagiere angetreten. Es befand sich eine siebenköpfige Besatzung an Bord. Der Flugkapitän Roberto Bartoli war für die Funkkommunikation zuständig, der Erste Offizier Bruno Dini steuerte das Flugzeug, während der Flugingenieur Gino Di Fiore für die Steuerung und Bedienung aller Bordsysteme verantwortlich war. Der Flugkapitän verfügte über 8.565 Stunden Flugerfahrung, der Erste Offizier konnte 3.117 Flugstunden vorweisen.
Ein prominenter Passagier an Bord des Fluges war der Filmregisseur Franco Indovina.

## Wetter
Zum Unfallzeitpunkt befand sich eine aufgelockerte Wolkendecke am Himmel, die 3/8 des Himmels in einer Höhe von 1.500 Fuß bedeckte. Die Sichtweite betrug drei Meilen.

## Unfallhergang
Die Maschine hob mit einer 20-minütigen Verspätung vom Flughafen Rom-Fiumicino ab. Der Flug verlief ansonsten bis zum Beginn des Anfluges auf Palermo ohne besondere Vorkommnisse.
Die Maschine prallte um 22:24 Uhr in einer Höhe von 2.001 Fuß (ca. 610 Meter) gegen den sieben Kilometer südlich des Flughafens befindlichen Monte Longa, westlich der Ortschaft Carini. Die Unfallstelle befand sich 300 Fuß unterhalb des Gipfels.

## Bilderstrecke

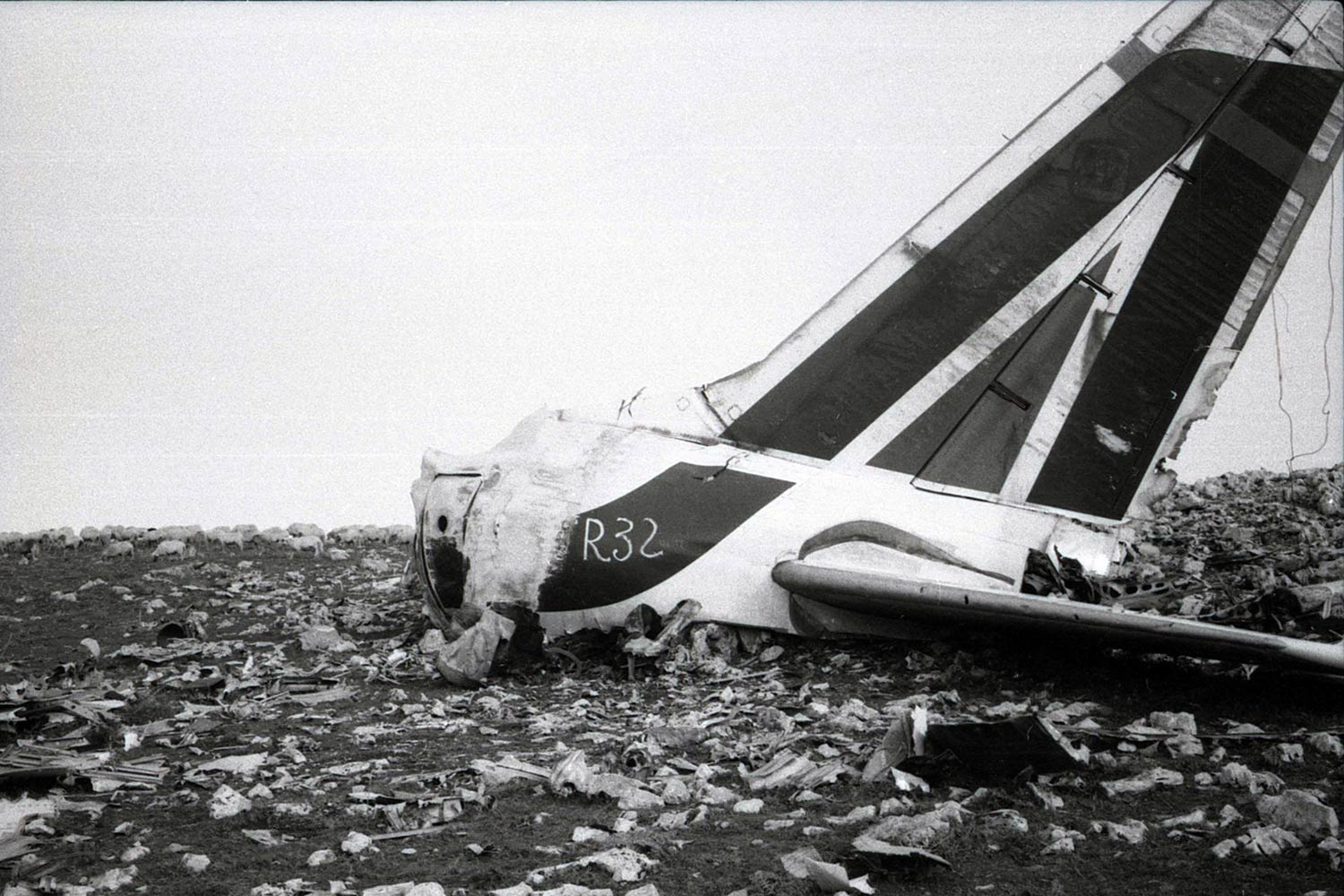
Das Heck der verunfallten Maschine
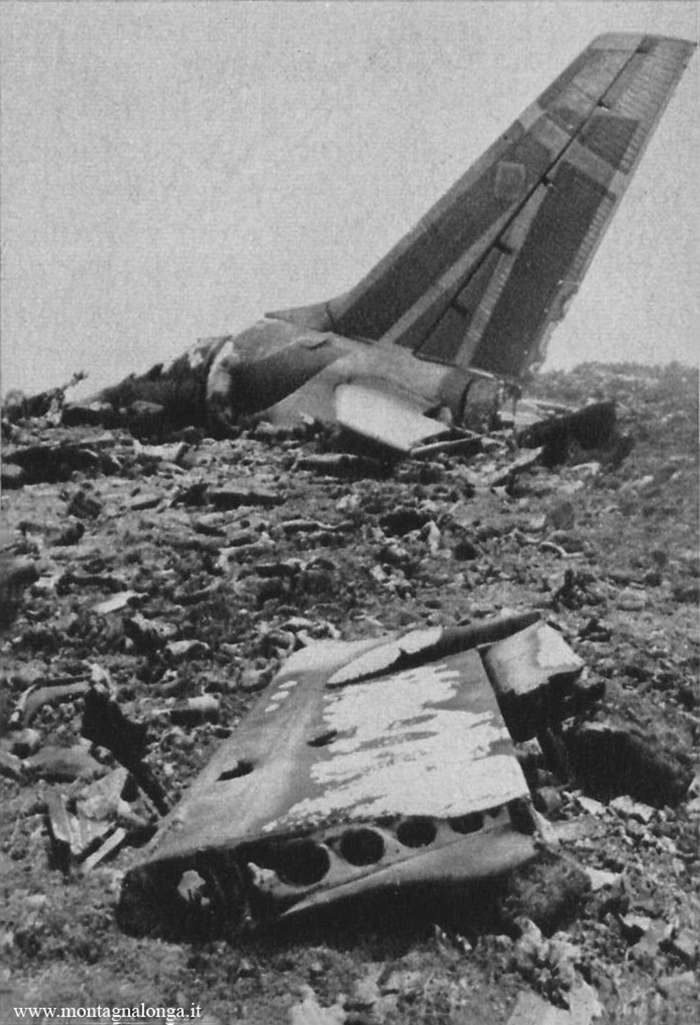
Das Heck der Maschine während der Räumungsarbeiten
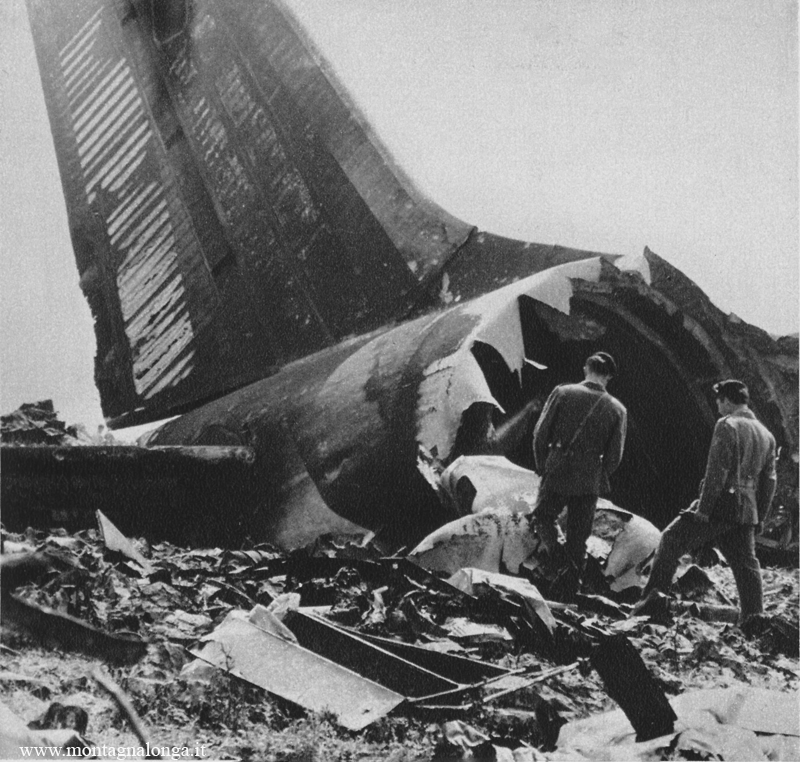
Das Trümmerfeld der verunfallten Maschine

## Ursache
Im Abschlussbericht wurde bemängelt, dass die Besatzung die Standardverfahren für den Anflug auf den Flughafen Palermo und auch einige Anweisungen der Flugsicherung nicht befolgt hatte. Dies habe dazu geführt, dass der Sinkflug verfrüht eingeleitet wurde, wodurch die Maschine unter die Sicherheitsflughöhe sank. Der mangelhaft ausgeführte Instrumentenflug sowie die eingeschränkte Sicht aufgrund der Wetterbedingungen wurden als beitragende Faktoren genannt.